# Magna Carta... Holy Grail
Magna Carta... Holy Grail je dvanácté studiové album amerického rappera Jay-Z. Album bylo nahráno u vydavatelství Roc-A-Fella Records, Roc Nation a Universal Music Group, a vydáno 4. července 2013. Album bylo propagováno společností Samsung, která vydala několik reklam. Před vydáním alba nebyl zveřejněn žádný singl. Většinu písní produkovali Timbaland a Jerome "J-Roc" Harmon.

## O albu
Přizvanými umělci jsou Rick Ross, Nas, Justin Timberlake, Beyoncé Knowles a Frank Ocean. Hudebními producenty alba jsou Timbaland, Jerome "J-Roc" Harmon, Boi-1da, Mike Will Made It, Hit-Boy, Mike Dean, No ID, The-Dream, Swizz Beatz a Pharrell Williams.
Práce na albu začaly již v roce 2011, nejvíce písní vzniklo v druhé polovině roku 2012 a na začátku roku 2013. První zveřejněnou písní spojovanou s albem byla "Open Letter", která byla vydána na internetu v dubnu 2013, nakonec se objevila jen jako bonusová píseň. Dne 16. června 2013 se při přestávce finálové hry NBA objevila nová reklama od Samsungu, ve které Jay-Z oznámil plánované vydání svého nového alba na 4. července 2013. V této reklamě také oznámil název alba Magna Carta... Holy Grail.
Právě společnost Samsung se rozhodla pro reklamní album prostřednictvím alba Magna Carta... Holy Grail. S předstihem nakoupila milion kusů alba v digitální podobě za téměř 30 milionů amerických dolarů. Následně od 4. července umožnila svým klientům vlastnících smartphony Samsung Galaxy S III, Samsung Galaxy S4 a Samsung Galaxy Note II přednostní stažení alba zdarma.
K propagaci alba byly před vydáním zveřejňovány kompletní texty písní. Dne 3. července byl také zveřejněn obal alba, kdy byl vystaven vedle dochovaného opisu Magny charty v Salisburské katedrále v Anglii.

### Singly
Dne 10. července 2013 byl vydán první singl, píseň "Holy Grail" (ft. Justin Timberlake), ta se vyšplhala na 4. příčku žebříčku Billboard Hot 100. V USA se jí prodalo přes dva miliony kusů, a tím obdržela certifikaci 2x platinový singl. K písni bylo natočeno i hudební video, které bylo zveřejněno v srpnu 2013. Od té doby ho na YouTube vidělo dvacet dva milionů uživatelů.
Na 56. předávání hudebních cen Grammy, konaném v lednu 2014, byl singl "Holy Grail" oceněn jednou cenou, a to za nejlepší rap/zpěv píseň.

## Po vydání
Díky nákupu od Samsungu Jay-Z již v oficiální den vydání alba, tedy 9. července 2013, obdržel od americké asociace RIAA certifikace zlatá a platinová deska. RIAA dokonce kvůli tomuto postupu změnila svou politiku, kdy se rozhodla započítávat digitální prodej okamžitě a ne až po měsíci, jako doposud. Nicméně renomovaný časopis Billboard, který tradičně sestavuje žebříček prodeje alb oznámil, že milion kusů prodaných Samsungu nebude počítat.
První prognózy klasického prodeje alba v první týden prodeje v USA se pohybovaly mezi 350 000 až 400 000 kusy. Nakonec se v prvním týdnu prodeje v USA prodalo 527 000 kusů. V druhý týden se v USA prodalo 129 000 kusů, album tím obhájilo první příčku v žebříčku Billboard 200. Ve třetí týden prodeje se v USA prodalo 77 000 kusů a album se propadlo na druhou příčku v prodejnosti. Celkem se za první tři týdny v USA prodalo 735 000 kusů. V září bylo v distribuci celkem milion kusů alba, a tím získalo certifikaci 2x platinová deska (i s milionem pro Samsung). Celkem se klasickou cestou prodalo 1 130 000 kusů.
Po vydání alba se v žebříčku Billboard Hot 100 umístilo dalších šest písní, byly jimi "Tom Ford" (39. příčka), "FuckWithMeYouKnowIGotIt" (64.), "Part II (On the Run)" (81.), "Oceans" (83.), "Picasso Baby" (91.) a "Crown" (100.).

## Seznam skladeb
| Pořadí         | Název                                      | Hudba                               | Délka |
| -------------- | ------------------------------------------ | ----------------------------------- | ----- |
| 1.             | Holy Grail (ft. Justin Timberlake)         | Timbaland, J-Roc, No ID             | 5:38  |
| 2.             | Picasso Baby                               | Timbaland, J-Roc                    | 4:05  |
| 3.             | Tom Ford                                   | Timbaland, J-Roc                    | 3:09  |
| 4.             | FuckWithMeYouKnowIGotIt (ft. Rick Ross)    | Boi-1da, Vinylz, Timbaland, J-Roc   | 4:03  |
| 5.             | Oceans (ft. Frank Ocean)                   | Pharrell Williams, Timbaland        | 3:58  |
| 6.             | F.U.T.W.                                   | Timbaland, J-Roc                    | 4:02  |
| 7.             | Somewhere in America                       | Hit-Boy, Mike Dean                  | 2:28  |
| 8.             | Crown                                      | Travis Scott, Mike Dean             | 4:33  |
| 9.             | Heaven                                     | Timbaland, J-Roc                    | 4:03  |
| 10.            | Versus                                     | Timbaland, Swizz Beatz              | 0:51  |
| 11.            | Part II (On the Run) (ft. Beyoncé Knowles) | Timbaland, J-Roc                    | 5:33  |
| 12.            | Beach Is Better                            | Mike Will Made It, Marz             | 0:55  |
| 13.            | BBC                                        | Pharrell Williams                   | 3:12  |
| 14.            | Jay Z Blue                                 | Timbaland, J-Roc, Justin Timberlake | 3:50  |
| 15.            | La Familia                                 | Timbaland, J-Roc                    | 3:33  |
| 16.            | Nickels and Dimes                          | Kyambo "Hip Hop" Joshua, Mike Dean  | 5:03  |
| Celková délka: | Celková délka:                             | Celková délka:                      | 59:04 |